# Кубок Италии по футболу 1922
Кубок Италии по футболу 1922 (итал. Coppa Italia 1922) — 1-й розыгрыш Кубка Италии, прошедший в период с 2 апреля по 16 июля 1922 года. Первым в истории победителем турнира стал «Вадо», обыгравший в финале на «Кампо ди Лео» в Вадо-Лигуре «Удинезе» со счётом 1:0.

## История
До Первой мировой войны много раз делались предложения о проведении кубка Италии по футболу, но турнир так и не состоялся. В 1921 году, когда все крупные клубы вышли из ИФФ, учредили ИФК и основали Первый дивизион, в качестве ответной меры ИФФ решила учредить кубковое соревнование в дополнение к своей Первой категории.
Распределение мест в первом розыгрыше Кубка Италии было сложным, учитывая количество команд, допущенных к турниру (37), что не позволяло использовать обычный формат плей-офф. В результате несколько команд были вынуждены отказаться от участия. Почти все команды-участницы были из Северной Италии, а Ливорно стал самым южным городом, клубы из которого были допущены к участию. Как итог, кубок не стал престижным турниром.
«Вадо», выступавший в Промоционе, стал первым обладателем национального кубка. Клуб выиграл соревнование, несмотря на то, что не играл в высшем дивизионе; повторить достижение лигурийцев удалось только «Наполи» в сезоне 1961/62.
После объединения ИФФ и ИФК кубок не проводился до сезона 1935/1936.

## Первый раунд
«Тревизо», флорентийский «Либертас» и «Про Ливорно» автоматически прошли в следующий раунд из-за совпадения дат матчей в кубке и в чемпионате.
| №  | Дата       | Хозяева        | Счёт       | Гости              |
| -- | ---------- | -------------- | ---------- | ------------------ |
| 1  | 02.04.1922 | Аудаче Ливорно | 0:2        | Молассана          |
| 2  | 02.04.1922 | Казалеккьо     | 0:2        | Карпи              |
| 3  | 02.04.1922 | Сошо           | 4:1        | Кодоньо            |
| 4  | 02.04.1922 | Фанфулла       | 2:1        | Либертас Милан     |
| 5  | 02.04.1922 | Форти э Либери | 3:0        | Мантована          |
| 6  | 02.04.1922 | Ювентус Италия | 2:0        | Энотрия            |
| 7  | 02.04.1922 | Луккезе        | 9:0        | Фиренце            |
| 8  | 02.04.1922 | Новезе         | 6:0        | Аэронавтика Торино |
| 9  | 02.04.1922 | Риваролезе     | 2:0        | Сестрезе           |
| 10 | 02.04.1922 | Спес           | 0:1        | Сперанца Савона    |
| 11 | 02.04.1922 | Тревильезе     | 0:1 (д.в.) | Саронно            |
| 12 | 02.04.1922 | Триестина      | 0:2        | Эдера              |
| 13 | 02.04.1922 | Удинезе        | 4:0        | Фельтрезе          |
| 14 | 02.04.1922 | Вадо           | 4:3 (д.в.) | Фиоренте           |
| 15 | 02.04.1922 | Валенцана      | 2:1        | Пасторе            |
| 16 | 02.04.1922 | Верчеллези     | 0:1        | Торинезе           |
| 17 | 02.04.1922 | Виртус Болонья | 1:0        | Парма              |

## Второй раунд
«Либертас» и «Про Ливорно» снова прошли в следующий раунд без игры из-за совпадения дат матчей в кубке и в чемпионате.
| № | Дата       | Хозяева        | Счёт | Гости           |
| - | ---------- | -------------- | ---- | --------------- |
| 1 | 09.04.1922 | Сошо           | 1:2  | Сперанца Савона |
| 2 | 09.04.1922 | Фанфулла       | 1:4  | Новезе          |
| 3 | 09.04.1922 | Форти э Либери | 4:0  | Тревизо         |
| 4 | 09.04.1922 | Ювентус Италия | 3:0  | Торинезе        |
| 5 | 09.04.1922 | Луккезе        | 5:0  | Риваролезе      |
| 6 | 09.04.1922 | Вадо           | 5:1  | Молассана       |
| 7 | 09.04.1922 | Валенцана      | 1:0  | Саронно         |
| 8 | 09.04.1922 | Виртус Болонья | 1:0  | Карпи           |
| 9 | 23.04.1922 | Эдера          | 0:4  | Удинезе         |

## Третий раунд
В четвертьфинал из-за совпадения дат матчей в кубке и в чемпионате автоматически прошли «Либертас», «Новезе», «Про Ливорно» и «Сперанца Савона». Кроме того, напрямую из-за отсутствия возможных соперников прошёл «Удинезе».
| № | Дата       | Хозяева   | Счёт | Гости          |
| - | ---------- | --------- | ---- | -------------- |
| 1 | 12.04.1922 | Луккезе   | 4:0  | Виртус Болонья |
| 2 | 12.04.1922 | Вадо      | 2:0  | Ювентус Италия |
| 3 | 12.04.1922 | Валенцана | 3:0  | Форти э Либери |

## Четвертьфинал
| № | Дата       | Хозяева          | Счёт | Гости     |
| - | ---------- | ---------------- | ---- | --------- |
| 1 | 30.04.1922 | Про Ливорно      | 0:1  | Вадо      |
| 2 | 30.04.1922 | Либертас Фиренце | 2:0  | Валенцана |
| 3 | 18.06.1922 | Сперанца Савона  | 1:2  | Луккезе   |
| 4 | 18.06.1922 | Удинезе          | 2:0  | Новезе    |

## Полуфинал
Из-за судейской ошибки в матче «Удинезе» — «Луккезе» (назначенный пенальти был пробит с 10, а не с 11 метров) 9 июля прошла переигровка.
| 1922-06-25 | Вадо         | 1:0 (д.в.) | Либертас Фиренце | Вадо-Лигуре                                  |
|            | Ролетти 116′ | (отчёт)    |                  | Стадион: Кампо ди Лео Судья: Джакомо Пинаско |

| 1922-06-25 | Удинезе                                  | 4:3 (д.в.) | Луккезе                                          | Удине                           |
|            | Тосолини 20′, 106′ · Семинтенди 36′, 77′ |            | Москардини 3′ · Бонино 80′ · Барбьери 85′ (пен.) | Стадион: Кампо ди Виале Венеция |

| 1922-07-09 | Удинезе     | 1:0     | Луккезе | Удине                           |
|            | Моретти 64′ | (отчёт) |         | Стадион: Кампо ди Виале Венеция |

## Финал

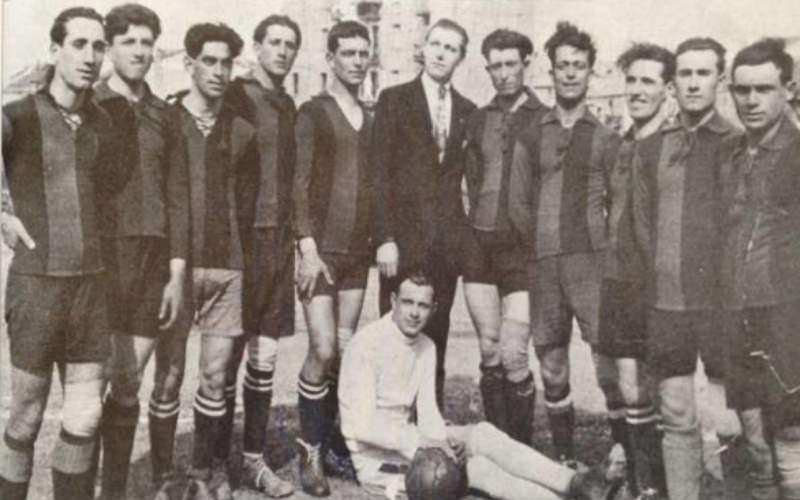
«Вадо» — обладатели Кубка Италии

Финальный матч был запланирован на 16 июля 1922 года и проведен на стадионе «Кампо ди Лео» в Вадо-Лигуре. Кубок, врученный победителю через несколько месяцев после финала, в 1935 году был передан фашистскому правительству в рамках акции «Oro alla Patria». Выставленный же в витрине банка Cassa di Risparmio di Savona является копией, выпущенной в 1992 году и переданной «Вадо» 9 апреля перед матчем против «Удинезе» к 70-летию турнира.
| 1922-06-25 | Вадо          | 1:0 (д.в.) | Удинезе | Вадо-Лигуре                                    |
|            | Левратто 118′ | (отчёт)    |         | Стадион: Кампо ди Лео Судья: Луиджи Паскинелли |

## Комментарии
1. ↑  «Аудаче» отказался от участия в турнире, из-за чего «Моласанне» была присуждена техническая победа.
2. ↑  «Казалеккьо» отказался от участия в турнире, из-за чего «Карпи» была присуждена техническая победа.
3. ↑  Изначально «Триестина» победила 4:2, однако позднее «Эдера» подала апелляцию в ИФФ из-за использования Анте Блажевича[англ.] на неверной позиции. Федерация удовлетворила апелляцию и присудила «Триестине» техническое поражение[2].
4. ↑  Матч «Эдера» — «Удинезе» был сыгран 23 апреля одновременно с матчами третьего раунда из-за рассмотрения апелляции «Эдеры», поданной после игры с «Триестиной»[3].